# Еннодій Фелікс
Магн Фелікс Еннодій (лат. Magnus Felix Ennodius; 473 або 474 — 17 липня 521) — церковний діяч та латинський християнський письменник і поет часів падіння Західної Римської імперії та встановлення влади остготів в Італії. Після смерті оголошений святим (день вшанування— 17 липня).

## Життєпис
Походив із заможного й знатного римо-галльського роду. Стосовно батьків не існує достеменних відомостей. Зовсім юним переїхав до Лігурії. Освіту здобув під орудою своєї стрийни в Тіцині (сучасна Павія), потім навчався в Медіолані (сучасний Мілан). За деякими відомостями планувався шлюб Еннодія із знатною та багатою медіоланською жінкою. Проте остання з якихось причин втратила статок й пішла до монастиря. Після цього Еннодій вирішив присвятити себе церковній кар'єрі.
Десь у 493 році висвячений на священика в Мілані. У 496 році став дияконом та помічником Лаврентія I, архієпископа Мілану. Тут розпочав свою літературну діяльність. Деякий час подорожував Італією. У Римі здобув шану як викладач риторики. У 498 році під час виборів папи римського підтримав Симаха. У 501 році під час синоду Еннодій висловив думку, що ніхто не може судити папу римського, окрім Бога.
У 514 після смерті Св. Максима за підтримки Евсторгія II, міланського архієпископа, був обраний новим єпископом Павії. На цій посаді перебував до самої смерті. У 515 та 517 роках (разом з Фортунатом, єпископом Катанії, та Перегіном, єпископом Мізаена відповідно) очолював папське посольство від Гормізда до Тимофія, константинопольського патріарха, та імператора Анастасія I, з якими вів перемовини щодо залагодження конфлікту з приводу акакіанської єресі. Проте не мав успіху.
Помер 521 року в Павії. Там досі в церкві Св. Михаїла існує епітафія Еннодія. Посмертно канонізований.

## Творчість
Був доволі плідним письменником, залишивши значний доробок. З усієї прозової та поетичної творчості Еннодія мають значення як історичні джерела: біографія «Життя Святого Єпіфанія» (Vita s. Epiphani), життєпис його попередника на єпископському престолі, і «Панегірик Теодоріху» (Panegyricus dictus Theodorico), в якому Еннодій у хронологічному порядку зі значною часткою лестощів описав діяльність остготського короля, а також викликав обставини повалення останнього імператора Західної Римської імперії — Ромула Августула, період панування Одоакра. Також Еннодій склав власну автобіографію у формі молитви — «Дяка за своє життя» (Eucharisticon de vita sua), яку називають також «Сповіддю».
Зберігся твір Еннодія під назвою «Життя ченця Антонія. Покликання до навчання» (Vita beati Antonii monachi Livinensis), який містить поради, що стосуються освіти, і каталог відомих зразків для наслідування, вказуючи (у віршах і прозі) на роль риторики як основи всіх наук.
У 28 (частково дійсно виголошених й частково несправжніх) промовах (Orationes), написаних для різних осіб, і в 297 листах (розділених пізніше на 9 книг — Epistolarum ad Diversos Libri IX), спрямованих різним адресатам (навіть жінкам), форма переважає над змістом.
У 2 книгах збереглося приблизно 170 поетичних творів на випадок в різних віршованих розмірах (гімни, епіталами, епілліі, панегірики, епіграми), в яких Еннодій виявив добре володіння формою, але мало поетичного таланту.

## Стиль і значення
Вихований у класичній традиції, Еннодій, незважаючи на свої християнські пристрасті, залишався античним письменником, рясно використовував у поезії і прозі риторику, а свої думки висловлював манірним стилем. Еннодієм захоплювалися в IX і X ст.